# نت‌لاگ
نت‌لاگ (انگلیسی: Netlog؛ که قبلاً با نام فیس‌باکس (انگلیسی: Facebox) و بینگ‌باکس (انگلیسی: Bingbox) شناخته می‌شد) یک سرویس شبکه اجتماعی بلژیکی بود که جامعهٔ جوانان جهان را هدف قرار می‌داد. در نت‌لاگ، اعضا می‌توانستند صفحهٔ وب خود را ایجاد کنند، با افراد جدید ملاقات کنند، چت کنند، بازی کنند، ویدئوهایی را به اشتراک بگذارند و مطالب در وبلاگ خود بنویسند.
این وبگاه در سال ۱۹۹۹ لورنز بوگارت و تون کاپنز با نام ASL.TO در خنت، بلژیک تأسیس و راه‌اندازی شد. در سال ۲۰۰۲ نام این وبگاه به ردباکس تغییر یافت، وبگاهی که هدف آن جوانان بلژیکی بودند. این وبگاه از سال ۲۰۰۵ در کشورهای دیگر در داخل و خارج از اروپا در دسترس قرار گرفت. حدود یک سال بعد، این وبگاه به «نت‌لاگ» تغییر نام داد. تا سال ۲۰۰۷، نت‌لاگ ۲۸ میلیون عضو را به خود جذب کرد و در سال‌های بعد نیز به رشد خود ادامه داد. این وبگاه در زمان اوج خود، مدعی بود که بیش از ۹۴ میلیون کاربر ثبت‌شده در بیش از ۲۰ زبان دارد.
در ژانویهٔ ۲۰۱۱، نت‌لاگ اعلام کرد که این وبگاه به بخشی از مسیو مدیا تبدیل خواهد شد که یک گروه رسانه‌ای جهانی است که عمدتاً بر رسانه‌های اجتماعی تمرکز دارد و اجازه می‌دهد سبد محصولات به بازارهای جدید گسترش یابد. این شرکت همچنین مالکیت Twoo.com, که یک پلتفرم رایگان اکتشاف اجتماعی است و در سال ۲۰۱۱ راه اندازی شده است، و استپ‌اوت، که یک برنامهٔ کاربردی برای ملاقات با افراد جدید در نزدیکی است (و در اواخر سال ۲۰۱۳ راه‌اندازی مجدد شد) را نیز در اختیار دارد. طبق آنچه از سال ۲۰۱۵ تاکنون در صفحهٔ اصلی نت‌لاگ آمده، این وبگاه با Twoo ادغام شده است. نت‌لاگ در ژوئیهٔ ۲۰۱۸ به کاربران اطلاع داد که امنیت آن در سال ۲۰۱۲ به خطر افتاده است و نام کاربری و رمز عبور کاربران به دست عوامل خارجی افتاده است. از سپتامبر ۲۰۱۸، در صفحهٔ اصلی نت‌لاگ اعلام شده است که خدمات‌رسانی این وبگاه از سال ۲۰۱۵ متوقف شده است.

## رخنه در سال ۲۰۱۲
در ژوئیهٔ ۲۰۱۸، نت‌لاگ ایمیلی به کاربران خود ارسال کرد که به کاربرانی که قبل از دسامبر ۲۰۱۲ ثبت‌نام کرده بودند، اطلاع می‌داد که یک رخنهٔ امنیتی در پایگاه داده کاربران این وبگاه اتفاق افتاده است.